# Juli Soler i Santaló
Juli Soler i Santaló (12. dubna 1865, Barcelona – 30. dubna 1914, tamtéž) byl španělský inženýr, fotograf a turista aktivní na konci 19. století. Narodil se v Barceloně v roce 1865 a zemřel ve stejném městě v roce 1914.

## Životopis
Narodil se jako syn Sebastiàna Solera i Rovirosy, narozeného v Havaně, který obchodoval na Kubě a Elviry Santaló i Vinyals, rodačky z Barcelony (* 1865). Byl synovcem Francesca Solera i Rovirosy.
Již od útlého věku ho lákaly vysoké hory a sportovní turistika, zejména výlety do Vysokých Pyrenejí. To ho vedlo k návštěvě Pallarů a údolí Aranu, což byla jeho oblíbená místa pro horolezectví. Znal také docela dobře nejvyšší vrcholy a všechna aragonská údolí až k hranici s Navarrou. Byl jedním z velkých animátorů Centre Excursionista de Catalunya (CEC) a přednášky, které měl ve společenském sále CEC, byly hojně navštěvovány. Byl také skvělým fotografem, zejména jeho panoramatické fotografie byly na svou dobu vynikající kvality, a staly se dědictvím nejvyšší dokumentární a umělecké hodnoty.

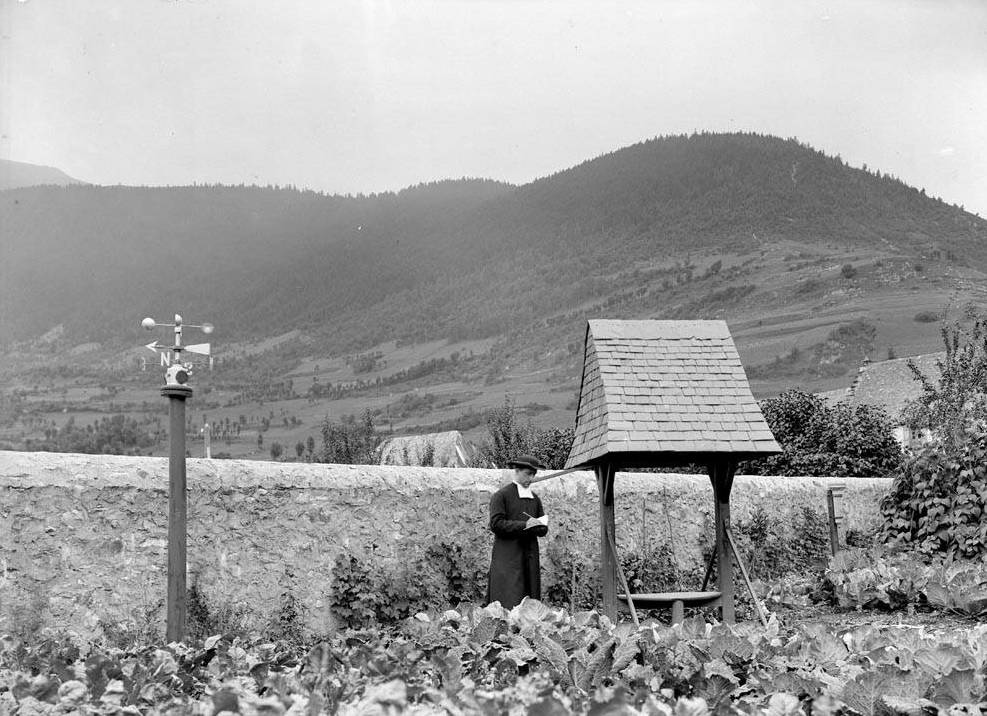
Observatoř Soler, první katalánská pyrenejská meteorologická stanice, 1901

Mezi další zásluhy stojí za zmínku vydání kompletního průvodce La Vall d'Aran (1906), který ukázal, jak dobře znal centrální Pyreneje, a zejména masiv Maladety. Na konci svých dnů dokončil průvodce Prokletými horami, který zůstal nezveřejněn. Kromě jeho hornatého svahu v roce 1908 prosazoval vytvoření meteorologické stanice Vielha, kterou přes sezónu udržoval na vlastní náklady. Ve stejném roce objevil a oznámil jeskynní malby Cogul v Les Garrigues.
V roce 1913 byl zvolen prezidentem CEC, ale post odmítl a věnoval se plně navrhování útočiště Renclusa na úpatí Aneto a k podpoře jeho stavby od roku 1914. Uprostřed stavebních prací, v zimě 1914, Juli Soler bohužel onemocněl a zemřel.
V roce 1968 mu CEC věnovala útočiště Juli Soler Santaló, které se nachází v Salardú ( Naut Aran, Lleida ). V roce 2004 se na jeho počest konala výstava v Robertově paláci Generalitat de Catalunya. Lidé z údolí Aranu mu dali titul oblíbeného syna. V roce 2011 Francesc Roma i Casanovas a Ramon Barnadas i Rodríguez publikovali dva svazky fotografií Julia Solera z archivu CEC.

## Dílo
- Excursions per L'Alta Ribagorca 1903[4]
- La Vall d'Aran (1906), reeditat el 1933, guia completíssima sobre la Vall d'Aran, 400 s.
- Muntanyes maleïdes (inacabat)

Vydáno posmrtně
- La vall de Bielsa (1918)
- La vall de Broto (1922)
- La vall de Canfranc (1925)
- La vall de Terra (19??)
- Seduït per valls i cims: fotografies de Juli Soler i Santaló, 1865-1914 (dos volums) (2011)

## Galerie

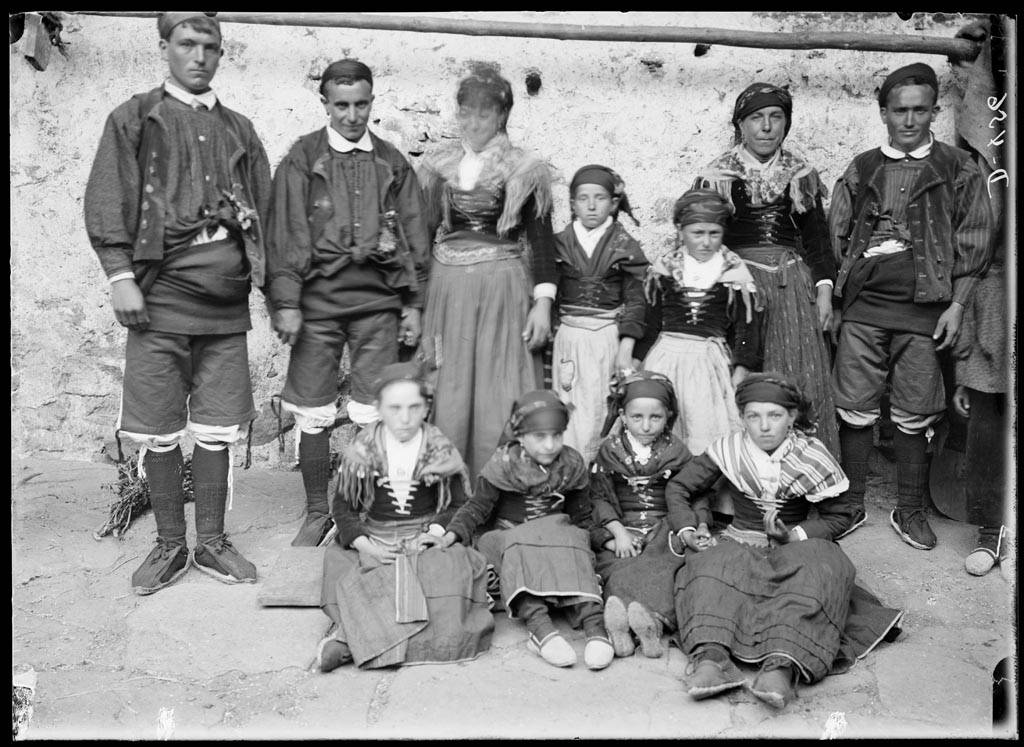
Balladors amb vestits tradicionals per San Fabián
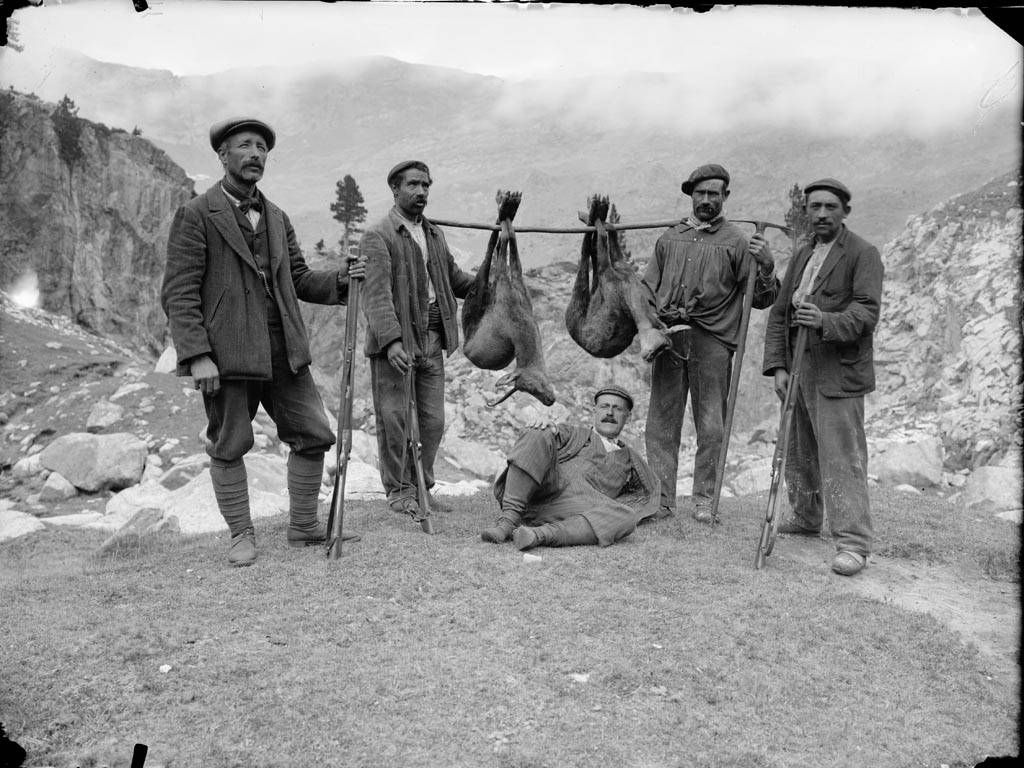
Caçadors amb escopetes i dos animals morts a la Renclusa
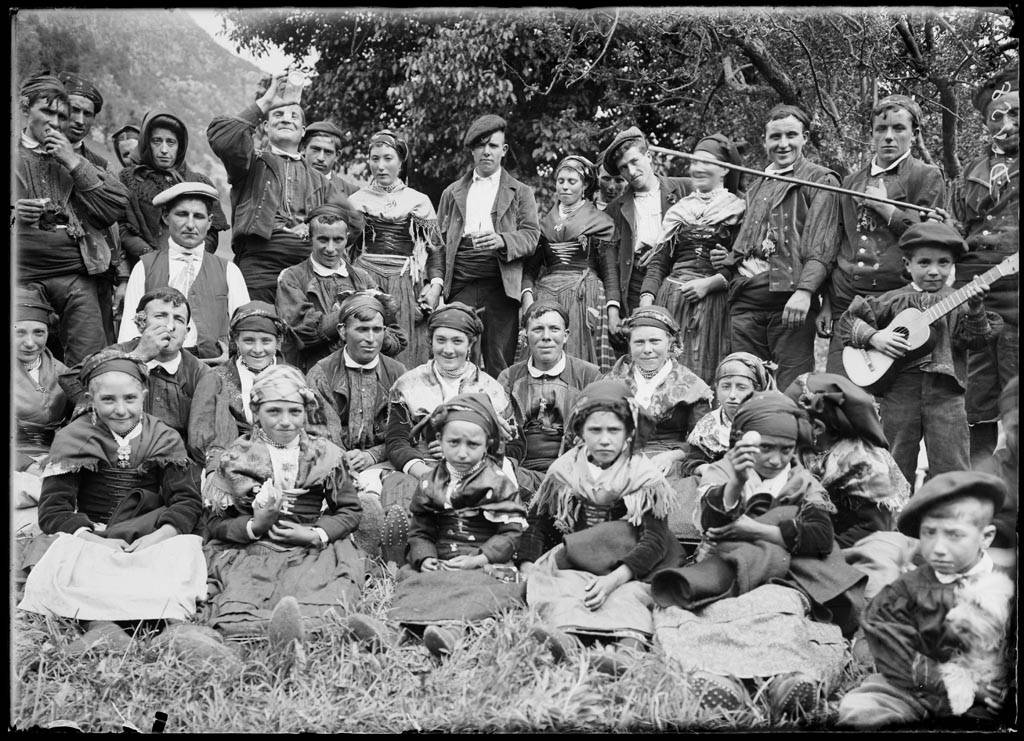
Celebració de San Fabián a Gistaín
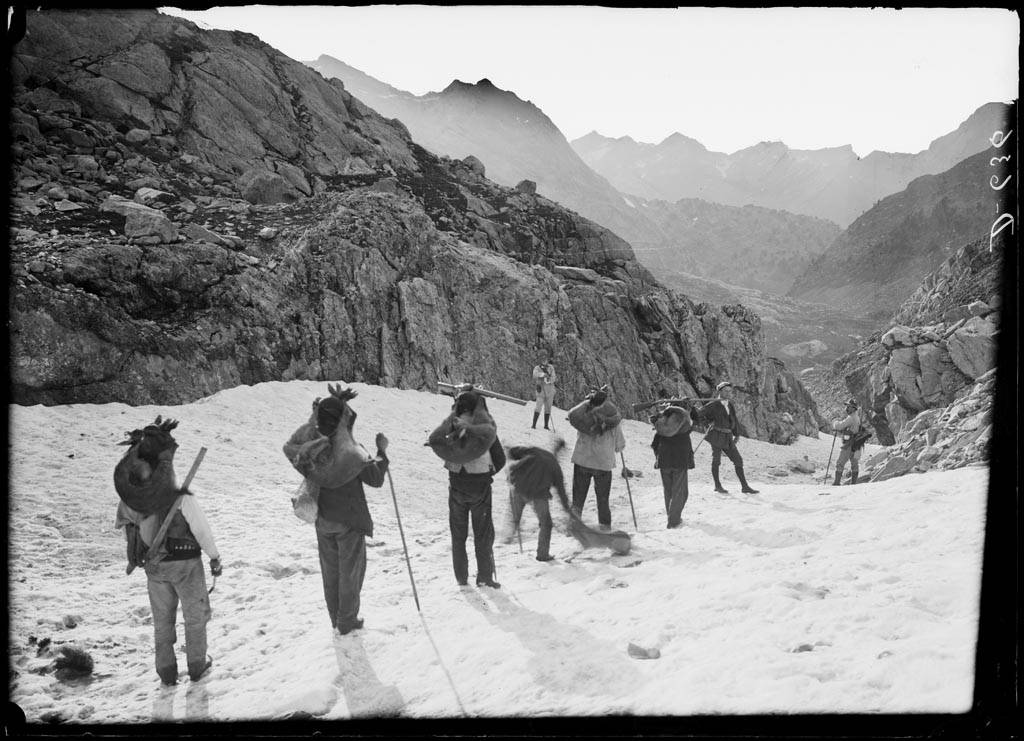
Cordada al coll Maldito de la gelera de l'Aneto
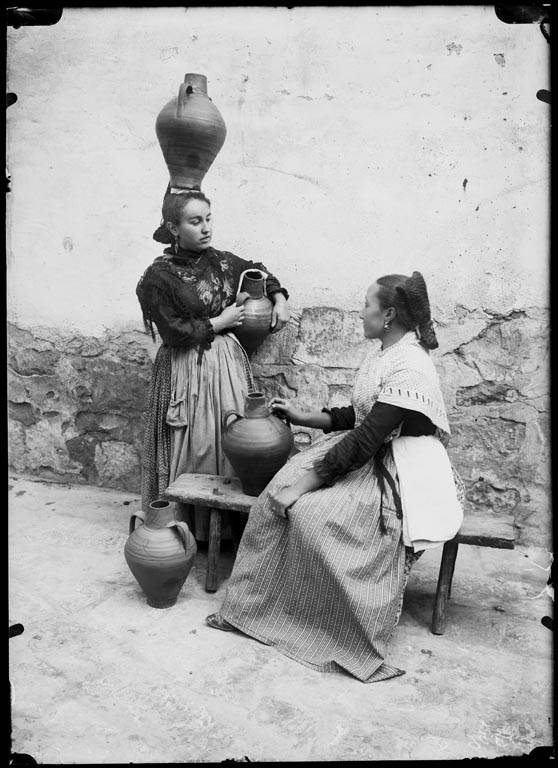
Dues dones amb càntirs
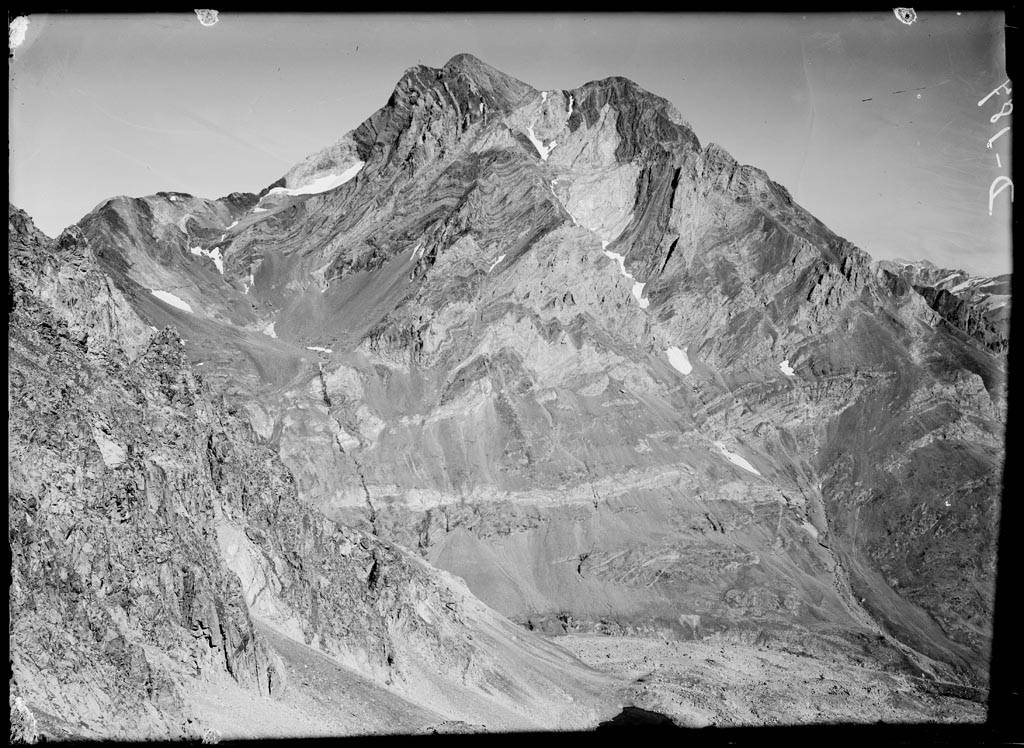
El Vinyamala des de la collada de Batans
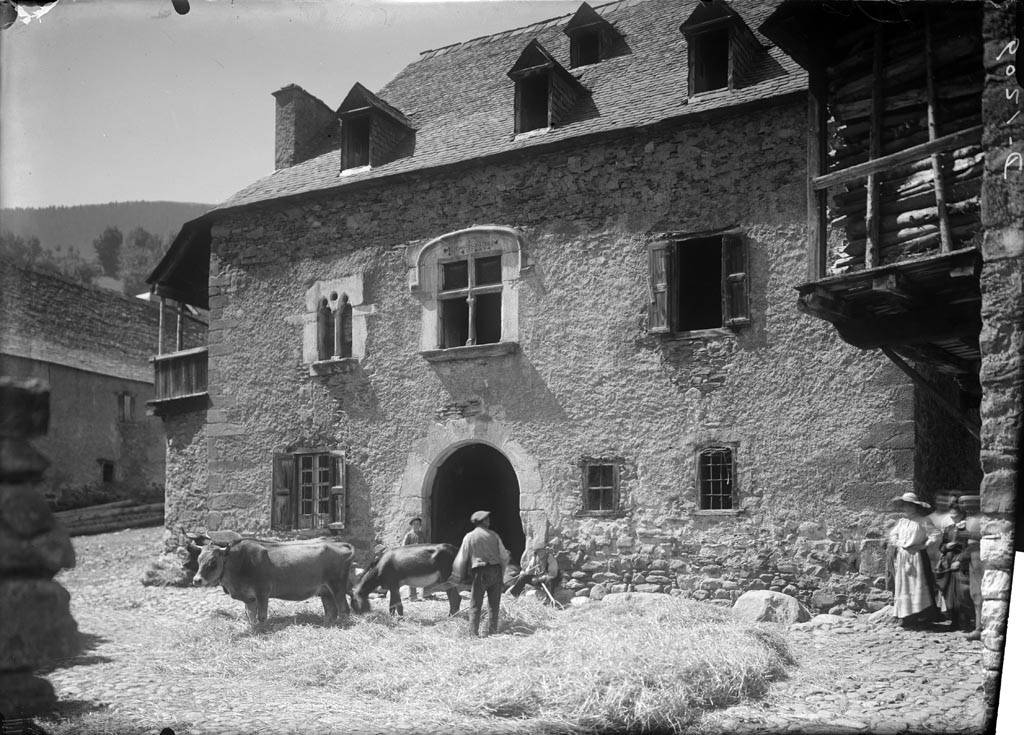
Homes cuidant el bestiar davant de la casa senyorial de Ço Rodès, a Vielha
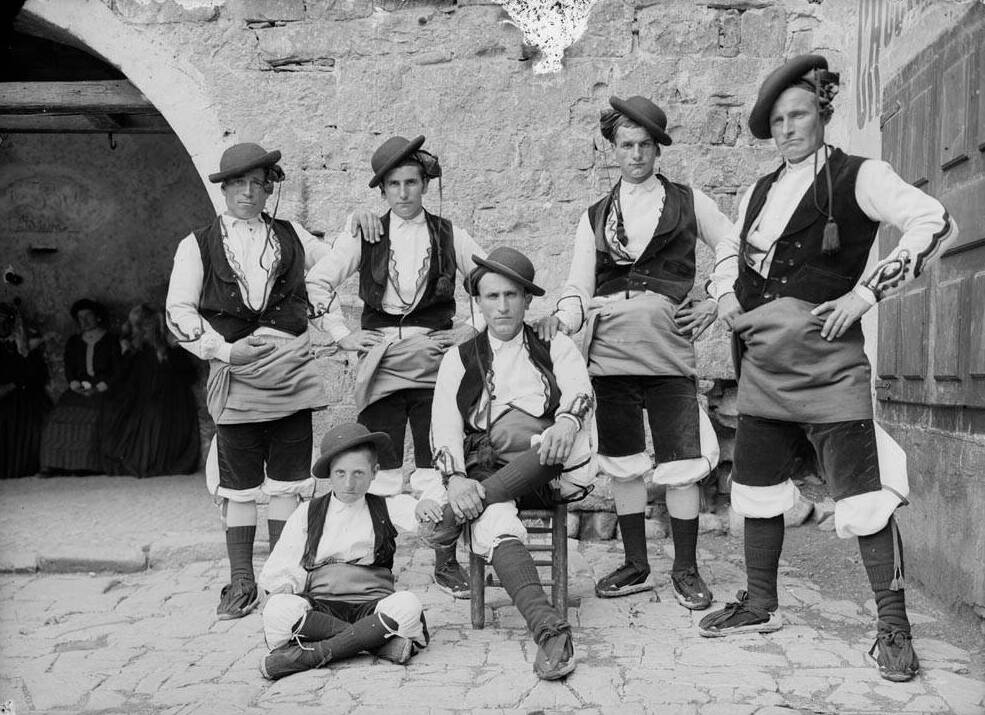
Habitants d'Ansó amb els vestits típics